# Kungariket Powys

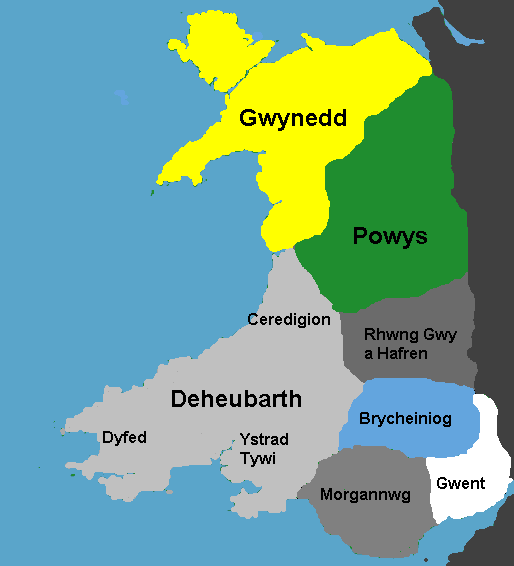
Wales, 1093.

Kungariket Powys var ett historiskt rike i nuvarande centrala Wales mellan 400-talet och 1160.
Wales var historiskt splittrat i flera småstater. Kungariket Powys gränsade till England och låg ofta i krig med de engelska rikena under medeltiden. Efter den normandiska erövringen av England bildades Welsh Marches som ett engelskt bålverk i gränslandet mot Wales och England. De normandiska borgherrarna erövrade under 1090-talet nästan hela Powys, men slogs sedan tillbaka av walesarna. Gränslandet var scen för gränsbaronen Roger de Montgomerys uppror 1102. 
1160 delades Powys mellan Powys Wenwynwyn (1160–1283) i söder och Powys Fadog (1160–1277) i norr, som senare uppgick i furstendömet Wales.